# Дуда, Иван Аникеевич
Иван Аникеевич Дуда (1934 — 1993) — советский футболист. Играл на позиции нападающего и полузащитника. Наиболее известен по игре за ЦДСА (ЦСК МО, ЦСКА) 1950—1960-х, с которым выиграл бронзовые медали чемпионата СССР. Мастер спорта СССР (1958).

## Биография
По происхождению украинец, жил в Грузии. Начал футбольную карьеру в 1953 тбилисском «Спартаке». В 1955 уже из другого тбилисского клуба, ОДО, перешёл вместе с товарищем по команде Борисом Коверзневым в возрождённый после расформирования 1952 года ЦДСА. Ветеран московских армейцев Коверзнев после возвращения в клуб не задержался в нём, и отправился в ГДР в команду Группы советских войск в Германии, а Дуда остался и стал игроком дубля.
После трёх лет в дубле в сезоне 1958 Дуда стал игроком основного состава армейцев, которые теперь играли под названием ЦСК МО. В этот сезон он играл в центре нападения. В июльском гостевом матче с «Зенитом» воспользовавшись замешательством соперника сильным ударом установил итоговый счёт (1:1). В итоге этот гол оказался единственным для Дуды в высшей лиге. В октябрьском матче с московским «Динамо» в 1/8 финала Кубка СССР забил свой второй и последний гол за армейцев, сравняв сильным ударом сходу счёт в контратаке с паса Юрия Беляева. Правда, ЦСКА в итоге проиграл 1:2 и покинул розыгрыш Кубка. В этой игре удостоился особого внимания журналистов:

Внезапность нападения, тактическая маневренность придавали атакам армейцев остроту. В этот момент кто-то из наших соседей сострил:

 — А всё-таки Дуда — это не Диди.

Приводя эту фразу, мы вовсе не хотим обидеть молодого и, несомненного, способного футболиста Дуду. Он играл хорошо и самоотверженно.

В сезоне 1959 был переведён в полузащиту и на поле появлялся реже. В сезоне 1960, когда армейцы приобрели своё нынешнее имя — ЦСКА, выходил на поле ещё реже, провёл за основной состав клуба всего 3 игры, зато выиграл с дублирующей командой Первенство дублёров. После этого закончил карьеру в командах мастеров. В 1962 вместе с товарищами по ЦСКА Петровым и Олещуком играл за сборную ГСВГ под руководством ещё одного товарища по московскому клубу, Бориса Коверзнева.

## Статистика
| Клуб             | Див              | Сезон            | Чемпионат | Чемпионат | Кубки | Кубки | Итого | Итого |
| Клуб             | Див              | Сезон            | Игры      | Голы      | Игры  | Голы  | Игры  | Голы  |
| ---------------- | ---------------- | ---------------- | --------- | --------- | ----- | ----- | ----- | ----- |
| Спартак Тбилиси  | Б                | 1953             | 3         | 0         | 0     | 0     | 3     | 0     |
| Спартак Тбилиси  | Итого            | Итого            | 3         | 0         | 0     | 0     | 3     | 0     |
| ЦСКА             | А                | 1958             | 18        | 1         | 1     | 1     | 19    | 0     |
| ЦСКА             | А                | 1959             | 7         | 0         | 0     | 0     | 7     | 0     |
| ЦСКА             | А                | 1960             | 3         | 0         | 0     | 0     | 3     | 0     |
| ЦСКА             | Итого            | Итого            | 28        | 1         | 1     | 1     | 29    | 2     |
| Всего за карьеру | Всего за карьеру | Всего за карьеру | 31        | 1         | 1     | 1     | 32    | 2     |

## Достижения

### Командные
ЦСКА
- Бронзовый призёр чемпионата СССР (1): 1958

ЦСКА-дубль
- Победитель Первенства дублёров СССР по футболу (1): 1960[6]